# Ib Rundqvist
Ib Rundqvist, född 2 maj 1991 i Malmö, är en svensk idrottsman inom drakbåtspaddling . Rundqvist bor i Malmö och tävlar för Kajakklubben Eskimå. 

## Biografi
Rundqvist växte upp i Ljunghusen i Vellinge kommun. I unga år spelade Rundqvist tennis och golf, och började paddla drakbåt långt senare i Malmö kanotklubb. 
Rundqvist har studerat statsvetenskap vid Lunds universitet.

## Idrottskarriär
Han är dubbelsidig i tävlingssammanhang, men har trots det under de flesta medaljlopp i 20manna-båten suttit på rad 7 på vänster sida, exempelvis under drakbåts-VM 2013 då han bland annat tog VM-brons på 500 meter i 20manna mixed för det svenska U24-landslaget.
2013 deltog Rundqvist för första gången i landslaget då det svenska U24-landslaget tävlade på drakbåts-VM 2013 i Szeged i Ungern. Rundqvist tog silver och brons i 20manna mixed 1000 meter respektive 500 meter. Den sista tävlingsdagen tog han guld i 10manna herr på distansen 200 meter.
2014 deltog Rundqvist på SM i drakbåt i Jönköping där han tog dubbla guld i 10manna mixed på både 200 meter och 500 meter. Senare samma sommar deltog han för första gången i seniorlandslaget och tog ett brons på 500 meter i 20manna mixed på drakbåts-VM 2014 i Poznan i Polen. Detta år tog han även ett brons på långloppet, 4000 meter, i Hannover Dragon Boat Races. 
I finalen på drakbåts-SM 2015 i Nyköping spelade Rundqvist en nyckelroll då Kajakklubben Eskimå försvarade sitt SM-guld på 200 meter, samt tog SM-silver på 500 meter. Senare samma sommar deltog Rundqvist även i drakbåts-VM för landslag 2015.
2016 tävlade Rundqvist  på drakbåts-EM i Rom den 29-31 juli samt drakbåts-VM i Moskva den 8-11 september.

## Meriter
IDBF VM
- Szeged 2013
  - Guld 10manna herr 200m (U24) [3]
  - Silver 20manna mix 1000m (U24) [3]
  - Brons 20manna mix 500m (U24) [3]

ICF-VM
- Poznan 2014
  - Brons 20manna mix 500m [4]

SM
- Hofors 2016
  - Silver 10manna mix 200m
  - Brons 10manna mix 500m
- Nyköping 2015
  - Guld 10manna mix 200m
  - Silver 10manna mix 500m
- Jönköping 2014
  - Guld 10manna mix 200m
  - Guld 10manna mix 500m

## Bildgalleri

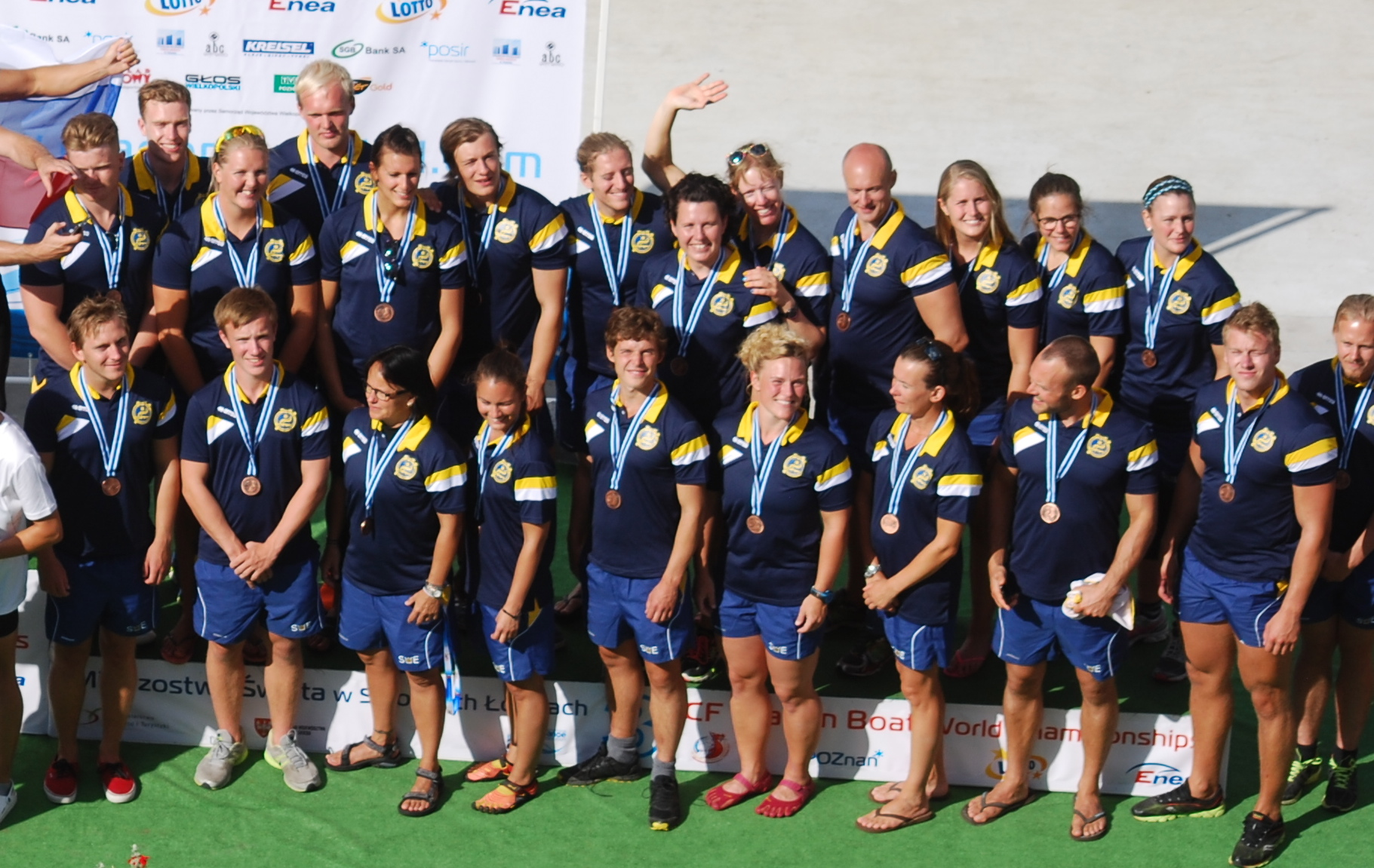
Medaljceremoni, VM-brons i senior, 500m 2014
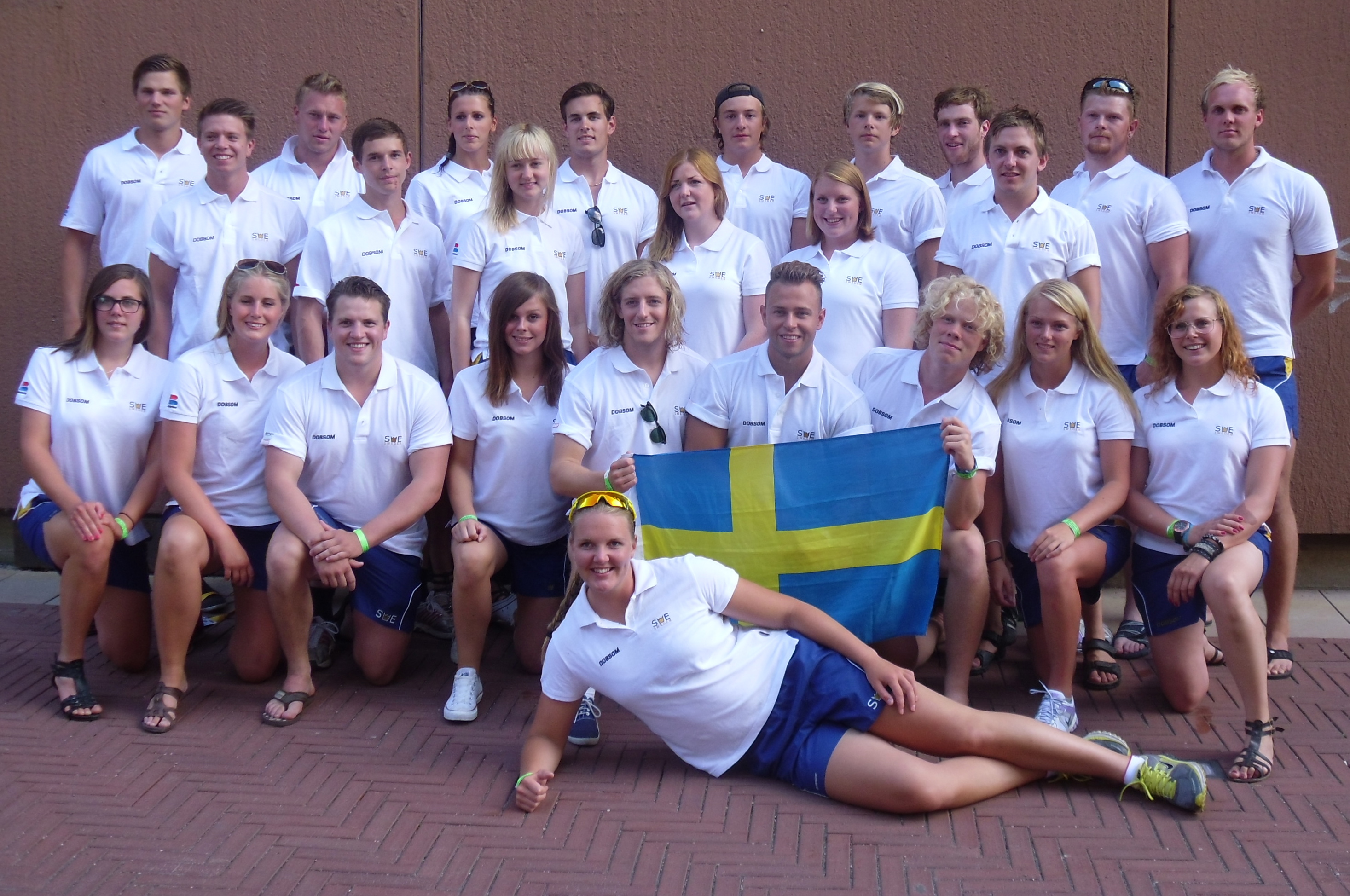
Lagfoto, VM-brons i U24, 500m 2013
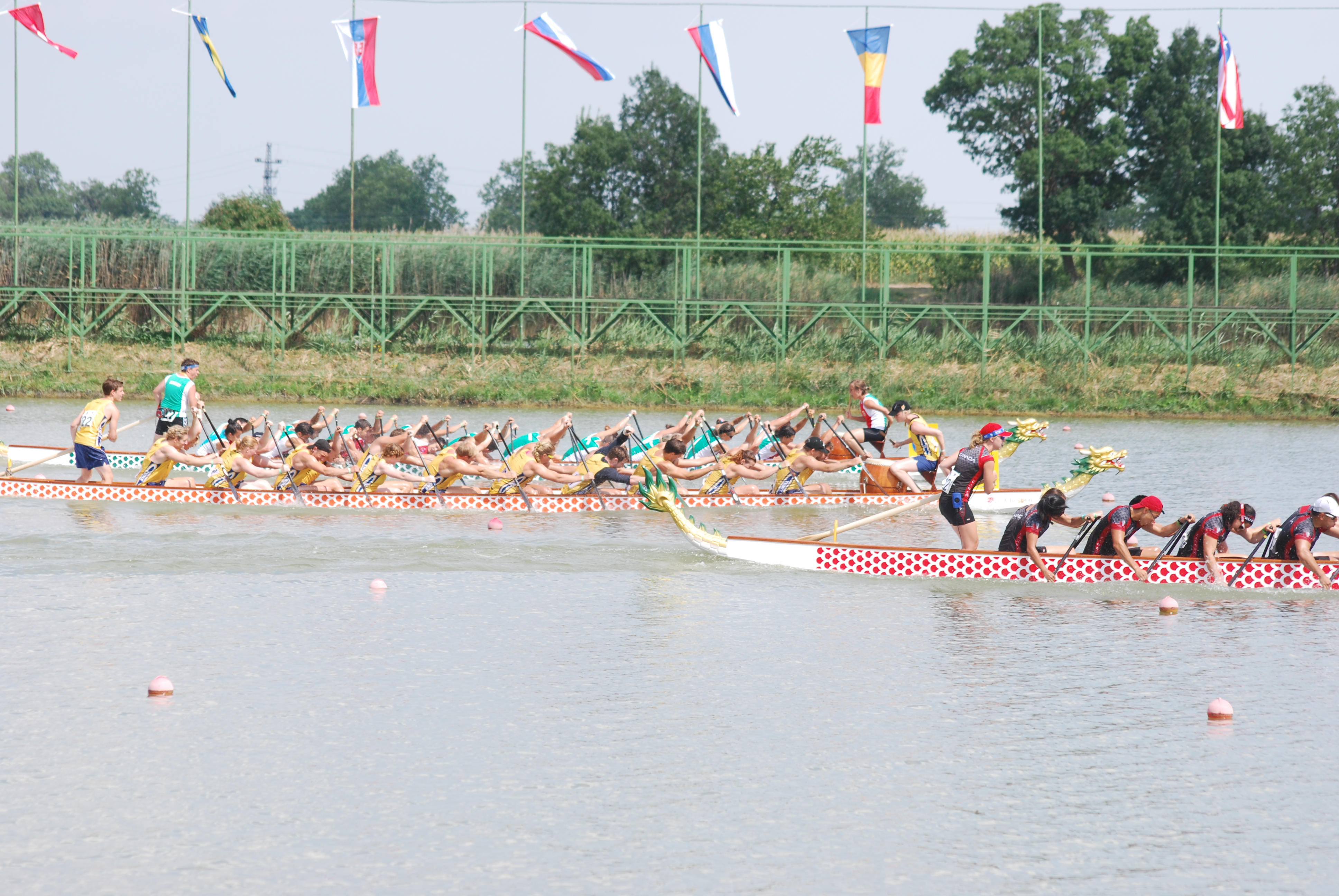
VM-final, VM-silver i U24, 1000m 2013
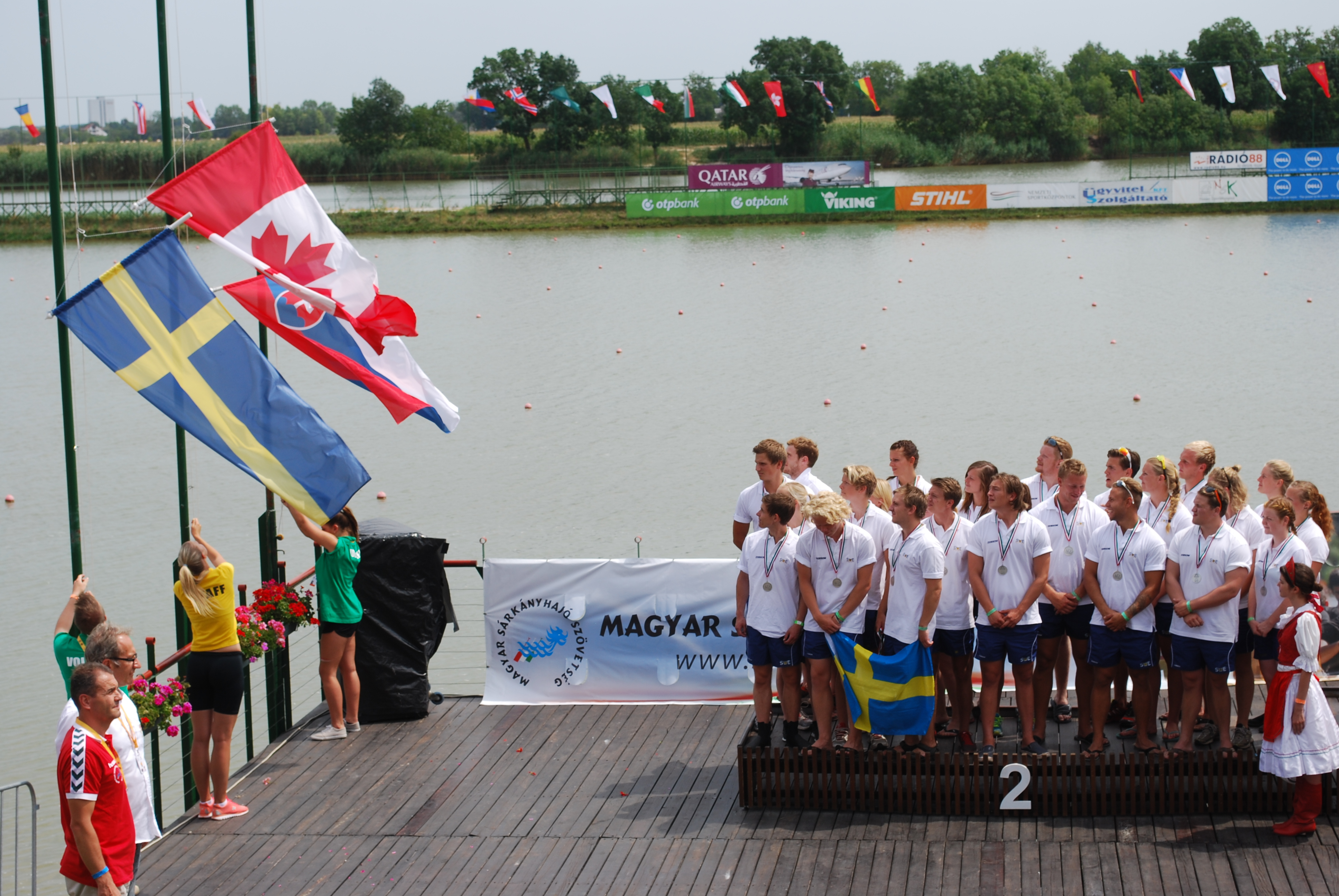
Medaljceremoni, VM-silver i U24, 1000m 2013
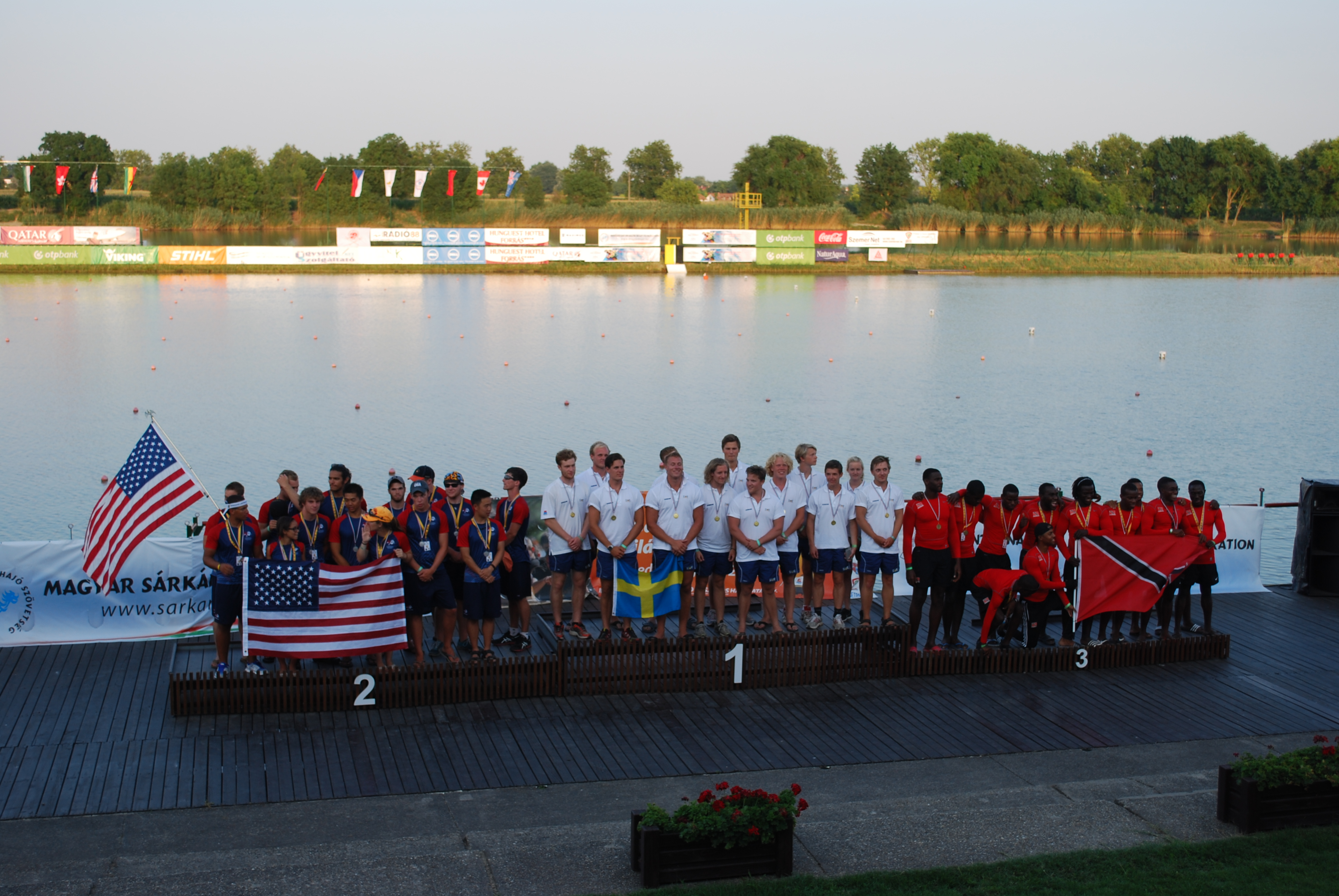
Medaljceremoni, VM-guld i U24, 200m 2013